# Светско првенство у алпском скијању 2011 — супервелеслалом за жене
Такмичење у супервелеслалому на Светском првенству у алпском скијању 2011. у женској конкуренцији у Гармиш-Партенкирхену одржано је 8. фебруара. То је била прва дисциплина на светском првенству. Такмичење је почело у 11:00 часова по локалном времену на стази Кандахар.

## Карактеристике стазе
Карактеристике стазе:
- Дужина стазе: 2.189 м
- Старт: на 1.305 метара надморске висине
- Циљ: на 770 метара надморске висине
- Висинска разлика: 635 м
- Број капија: 45
- Температура: + 2 °C, сунчано

Учествовало је 49 такмичарки из 20 земаља.

## Земље учеснице
| - Андора (1) - Аргентина (2) - Аустрија (4) - Белорусија (1) - Немачка (3) | - Француска (4) - Италија (4) - Канада (3) - Мађарска (2) - Монако (1) | - Норвешка (1) - Пољска (2) - Русија (1) - Словенија (2) - Шпанија (3) | - Шведска (2) - Швајцарска (4) - Чешка (3) - Украјина (1) - САД (5) |

Олимпијска победница из Ванкувера у супервелеслалому и освајач бронзане медаље на Светском првенству 2009. Аустријанка Андреа Фишбахер није завршила трку јер је запела за једну од капија и пала. Светска првакиња у овој дисциплини из 2009. Американка Линдси Вон због здравствених проблема није успела да буде боља од 7. места, а другопласирана из 2009, Мари Маршан-Арвије била је још лошија пласиравши се тек на 20. место.
Аустријској 29-годишњој скијашици Елизабет Гергл ово је било први пут у каријери да је постала светски првак. Сребрна медаља Американке Џулије Манкусо била је четврта медаља у каријери освојена на светским првенствима.

## Резултати
|  |  |  |

| Плас.  | Старт. бр. | Има                         | Земља      | Време           | Заостатак |
| ------ | ---------- | --------------------------- | ---------- | --------------- | --------- |
| Злато  | 16         | Елизабет Гергл              | Аустрија   | 1:23,82         |           |
| Сребро | 21         | Џулија Манкусо              | САД        | 1:23,87         | +0,05     |
| Бронза | 17         | Марија Риш                  | Немачка    | 1:24,03         | +0,21     |
| 4      | 19         | Лара Гут                    | Швајцарска | 1:24,26         | +0,44     |
| 5      | 8          | Ана Фенингер                | Аустрија   | 1:24,64         | +0,82     |
| 6      | 7          | Елена Куртони               | Италија    | 1:24,65         | +0,83     |
| 7      | 22         | Линдси Вон                  | САД        | 1:24,66         | +0.84     |
| 8      | 10         | Фабјен Сутер                | Швајцарска | 1:24,75         | +0,93     |
| 9      | 6          | Данијела Меригети           | Италија    | 1:24,91         | +1,09     |
| 10     | 20         | Ања Персон                  | Шведска    | 1:24,99         | +1,17     |
| 11     | 14         | Тина Мазе                   | Словенија  | 1:25,06         | +1,24     |
| 12     | 23         | Никол Хосп                  | Аустрија   | 1:25.25         | +1,43     |
| 13     | 11         | Нађа Камер                  | Швајцарска | 1:25,36         | +1,54     |
| 14     | 1          | Јесика Линдел Викарби       | Шведска    | 1:25,40         | +1,58     |
| 15     | 28         | Брит Џаник                  | Канада     | 1:25,42         | +1,60     |
| 16     | 5          | Лорен Рос                   | САД        | 1:25,65         | +1,83     |
| 17     | 13         | Ингрид Жакмо                | Француска  | 1:25,91         | +2,09     |
| 18     | 29         | Елена Фанкини               | Италија    | 1:25,95         | +2,13     |
| 19     | 3          | Лиен Смит                   | САД        | 1:25,96         | +2,14     |
| 20     | 15         | Мари Маршан-Арвије          | Француска  | 1:25,97         | +2,15     |
| 21     | 2          | Марион Ролан                | Француска  | 1:26,13         | +2,31     |
| 22     | 31         | Мари Мишел Гањон            | Канада     | 1:26,32         | +2,50     |
| 23     | 25         | Јохана Шнарф                | Италија    | 1:26,86         | +3,04     |
| 24     | 36         | Мари Пјер Префонтен         | Канада     | 1:27,25         | +3,43     |
| 25     | 4          | Марго Беје                  | Француска  | 1:27,27         | +3,45     |
| 26     | 26         | Каролина Руиз Кастиљо       | Шпанија    | 1:27.75         | +3,93     |
| 27     | 24         | Маруша Ферк                 | Словенија  | 1:28,48         | +4.66     |
| 28     | 40         | Марија Хосе Ријенда         | Шпанија    | 1:28,68         | +4,86     |
| 29     | 43         | Марија Шканова              | Белорусија | 1:29,14         | +5,32     |
| 30     | 42         | Александра Колети           | Монако     | 1:29,31         | +5,49     |
| 31     | 45         | Едит Миклош                 | Мађарска   | 1:29,36         | +5,54     |
| 32     | 44         | Андреа Земанова             | Чешка      | 1:29,42         | +5,60     |
| 33     | 38         | Ана Сорокина                | Русија     | 1:29,88         | +6,06     |
| 34     | 33         | Каролина Храпек             | Пољска     | 1:29,89         | +6,07     |
| 35     | 41         | Марија Белен Симари Биркнер | Аргентина  | 1:31,73         | +7,91     |
| 36     | 46         | Ана Берец                   | Мађарска   | 1:32,19         | +8,37     |
| 37     | 47         | Павла Клицнарова            | Чешка      | 1:34,20         | +10,38    |
| 38     | 49         | Богдана Мацоцка             | Украјина   | 1:35,26         | +11,44    |
| —      | 9          | Доминик Жезен               | Швајцарска | није завршила   | –         |
| —      | 12         | Викторија Ребензбург        | Немачка    | није стартовала | –         |
| —      | 18         | Андреа Фишбахер             | Аустрија   | није завршила   | –         |
| —      | 27         | Стејси Кук                  | САД        | није завршила   | –         |
| —      | 30         | Ђина Штехерт                | Немачка    | није завршила   | –         |
| —      | 32         | Лоте Смисет Сејерстед       | Норвешка   | није завршила   | –         |
| —      | 34         | Андреа Харди                | Шпанија    | није завршила   | –         |
| —      | 35         | Клара Крижова               | Чешка      | није завршила   | –         |
| —      | 37         | Агњешка Гонсјењица-Данијел  | Пољска     | није завршила   | –         |
| —      | 39         | Миреја Гутијерез            | Андора     | није завршила   | –         |
| —      | 48         | Макарена Симари Биркнер     | Аргентина  | није завршила   | –         |